# A Ciambra
A Ciambra is een Italiaans-Frans-Duitse film uit 2017, geschreven en geregisseerd door Jonas Carpignano.

## Verhaal
De veertienjarige Pio maakt deel uit van een kleine zigeunergemeenschap La Ciambra in Calabrië. Hij drinkt en rookt en komt goed overeen met zowel de Italiaanse lokalen als met de Afrikaanse vluchtelingen. Pio leert alles wat hij moet weten om te overleven van zijn oudere broer Cosimo. Wanneer deze plots verdwijnt, staat hij er alleen voor en moet hij bewijzen dat hij klaar is om de plaats van zijn broer in te nemen.

## Rolverdeling
| Acteur         | Personage |
| -------------- | --------- |
| Pio Amato      | Pio Amato |
| Koudous Seihon | Ayiva     |
| Damaiano Amato | Cosimo    |
| Iolanda Amato  | Iolanda   |

## Productie
A Ciambra ging op 19 mei 2017 in première op het filmfestival van Cannes in de sectie Quinzaine des réalisateurs en won er de Europa Cinemas Label Award.
De film werd geselecteerd als Italiaanse inzending voor de beste niet-Engelstalige film voor de 90ste Oscaruitreiking.

## Prijzen en nominaties
De belangrijkste:
| Jaar | Prijs                                                  | Categorie                                                  | Genomineerde(n)  | Uitslag  |
| ---- | ------------------------------------------------------ | ---------------------------------------------------------- | ---------------- | -------- |
| 2017 | Filmfestival van Cannes                                | Europa Cinemas Label Award                                 | Jonas Carpignano | Gewonnen |
| 2017 | Jameson CineFest – Miskolc International Film Festival | International Confederation of Art Cinemas Award           | Jonas Carpignano | Gewonnen |
| 2017 | Internationaal filmfestival van Bergen                 | Cinema Extraordinaire                                      | Jonas Carpignano | Gewonnen |
| 2017 | Film Fest Gent                                         | Georges Delerue Prijs voor de Beste Muziek en Sound Design | Dan Romer        | Gewonnen |